# 长塘镇 (临湘市)
长塘镇，中华人民共和国湖南省岳阳市临湘市下属的一个镇，位于临湘市西南部，因长塘河而得名。

## 建制沿革
- 1956年，设柳厂乡；
- 1958年，属钢铁公社（后改白羊田公社）；
- 1961年，析置长塘公社；
- 1984年，改置长塘乡；
- 1987年，改置长塘镇。

## 行政区划
长塘镇下辖1个居委会和16个行政村：
- 托坝居委会
- 柳厂村、车轮村、工农村、石田村、河洞村、新生村、龙泉村、长塘村、共同村、水圳村、马安村、柘屋村、曹田村、胡万村、古洞村、农科村